# لایکلی (کالیفرنیا)
لایکلی (به انگلیسی: Likely) یک منطقهٔ مسکونی در ایالات متحده آمریکا است که در شهرستان مودوک، کالیفرنیا واقع شده‌است. لایکلی ۳٫۴۵۴ کیلومتر مربع مساحت و ۶۳ نفر جمعیت دارد و ۱٬۳۵۶ متر بالاتر از سطح دریا واقع شده‌است.